# Сосна Нестерова
Сосна Нестерова — ботанический памятник природы местного значения в Киеве, экземпляр сосны обыкновенной возрастом 250 лет. Растёт на вершине Волчьей горы (Дарница) между ул. А. Малышко, 21 и теннисными кортами на ул. А. Малышко, 6. На высоте 1,3 м дерево имеет обхват ствола 2,8 м и высоту более 20 м.
Названа так в 2013 году в честь выдающегося русского летчика-испытателя, героя Первой мировой войны Нестерова Петра, проводившего в этой местности в 1913 году авиационные полёты по корректировке артиллерийского огня (вместе с Крутенем Евграфом). На этом месте установлен также памятный знак.
Объявленная ботаническим памятником природы местного значения решением Киевского горсовета от 21 февраля 2013 года № 15/9072. Землепользователем является Киевский эколого-культурный центр. Является самой старой сосной Киева и входит в список выдающихся деревьев Киева.
18 августа 2011 года Киевский эколого-культурный центр провёл лечение сосны Нестерова. В дереве имелось два дупла, в которые были поставлены пломбы.

## Галерея
- Обхват дерева
- Табличка
- Памятный знак на месте военных манёвров 1913 года с участием Петра Нестерова и Евграфа Крутеня